# Гартрі
Гартрі — позасистемна одиниця енергії, яка використовується в атомній фізиці й квантовій хімії, особливо при комп'ютерних розрахунках енергетичних рівнів атомів і молекул.
Енергія в один Гартрі визначається як
{\displaystyle E_{\mathrm {h} }={\hbar ^{2} \over {m_{e}a_{0}^{2}}}=m_{e}c^{2}\alpha ^{2}},
де {\displaystyle \hbar } — приведена стала Планка, {\displaystyle m_{e}} — маса електрона, {\displaystyle a_{0}} — радіус Бора, c — швидкість світла, {\displaystyle \alpha } — стала тонкої структури.
1 Гартрі = 27.211 3845(23) еВ.
Енергія основного стану атома водню дорівнює половині Гартрі.
Одиниця названа на честь англійського фізика Дугласа Гартрі.